# Muro di Trombe-Michel
Il muro di Trombe-Michel è un particolare tipo di muro solare inventato e brevettato nel 1881 da Edward Morse e reso famoso nel 1964 dall'ingegnere francese Félix Trombe e dall'architetto Jacques Michel che ne realizzarono alcune applicazioni sperimentali nella cittadina francese di Odeillo. Consiste in un muro passivo, posizionato nella parete sud dell'edificio, di un materiale ad alta inerzia termica con la superficie esterna dipinta di un colore scuro in modo da captare la maggior quantità possibile di radiazione solare, da un vetro che separa il muro di accumulo dall'esterno e da un dispositivo di oscuramento. Sia il vetro che il muro di accumulo sono dotati di aperture che permettono diversi tipi di configurazione dipendenti dalla stagione. Il vetro utilizzato in origine era un vetro semplice, trasparente alla parte luminosa della radiazione solare ma fra i materiali più opachi alla radiazione infrarossa. Nelle versioni più recenti il vetro semplice è stato sostituito da vetri meno dispersivi in modo da intrappolare una maggior quantità di aria calda che, sfruttando i moti convettivi, viene portata all'interno dell'edificio.

## Funzionamento stagionale
Il muro di Trombe è un sistema versatile che assume quattro diverse configurazioni in base alle esigenze dettate dalla stagione e dall'ora del giorno. Nelle ore diurne, durante la stagione invernale, è necessario introdurre quanto più calore possibile all'interno dell'edificio. Il sistema viene colpito dalla radiazione solare che, grazie all'opacità del vetro alla radiazione infrarossa, scalda in parte la parete di accumulo, generalmente dipinta esternamente di nero o di blu scuro in modo da captare dall'80% al 95% della radiazione solare, ed in parte scalda l'aria contenuta dall'intercapedine fra il muro ed il vetro. Il riscaldamento dell'aria mette in moto una circolazione innescando un moto convettivo che, una volta aperte le bocchette di aerazione del muro di accumulo, porta l'aria calda a salire e ad introdursi attraverso l'apertura superiore; attraverso una seconda bocchetta, posta nella parte bassa del muro, l'aria fredda presente all'interno dell'edificio esce nell'intercapedine (dove si riscalda) e viene a sua volta reintrodotta attraverso la bocchetta superiore.
Durante le ore notturne invernali, per evitare che si inneschi una circolazione dell'aria inversa rispetto a quella diurna che porterebbe fuori l'aria calda, vengono chiuse le bocchette. L'interno dell'edificio continua comunque a ricevere calore per conduzione con un ritardo che dipende dalle caratteristiche di inerzia termica e dallo spessore del materiale utilizzato.
D'estate durante le ore diurne estive è necessario proteggere il muro dalla radiazione solare e limitare l'ingresso di calore all'interno dell'edificio. Viene attivato un dispositivo di oscuramento per evitare che la radiazione solare scaldi la parete di accumulo. Con le bocchette della parete d'accumulo chiuse vengono invece aperte delle bocchette di aerazione presenti nella parte superiore e nella parte inferiore della vetrata in modo da sfruttare la ventilazione per espellere l'aria calda dall'intercapedine e mantenere fresca la superficie di captazione.
Nelle notti estive vengono nuovamente chiuse le bocchette della vetrata ed aperte quelle del muro massivo. Si attiva così una circolazione dell'aria opposta rispetto a quella invernale diurna; l'aria calda presente all'interno dell'edificio esce dalle bocchette superiori della parete e nell'intercapedine, a contatto con il vetro, si raffredda e rientra dalle bocchette inferiori.

## Rendimento
L'efficienza del muro di Trombe dipende dal materiale utilizzato per la parete d'accumulo, dallo spessore e dal colore della superficie esterna. La superficie realizzata a muro di Trombe dev'essere opportunamente dimensionata rispetto allo spazio interno che si vuole riscaldare: nei climi temperati ogni m² di muro di Trombe è in grado di riscaldare 10 m³ di edificio. Inoltre le bocchette del muro di accumulo devono avere dimensioni pari all'1% della superficie realizzata a muro di Trombe. Il ritardo con il quale la parete di accumulo rilascia il calore all'interno dell'edificio dipende dalla capacità termica del materiale di cui è costituito il muro e dallo spessore scelto. Se la parete è in calcestruzzo uno spessore dai 30 cm ai 45 cm è in grado di garantire un adeguato ritardo nella trasmissione del calore mentre per ritardi simili in pareti in laterizio sono necessari spessori che vanno dai 25 cm ai 35 cm. Lo spessore del muro aumenta con l'aumentare della conduttività: materiali con conduttività più alta necessitano di spessori maggiori per evitare che il muro trasmetta troppo velocemente il calore accumulato.

## Benefici e svantaggi
Nonostante la facilità di realizzazione e l'efficienza nel fornire un buon apporto energetico agli edifici in cui viene realizzato, dopo le sperimentazioni di Odeillo, il muro di Trombe non ha avuto una grande diffusione. Il suo limitato successo è probabilmente dovuto all'impossibilità di realizzazione successiva alla fase di progetto tipica dei sistemi solari passivi e agli alti costi d'installazione, dovuti alla realizzazione e alla difficile manutenzione delle ampie superfici vetrate e dell'intercapedine di aerazione.

## Applicazioni nei paesi in via di sviluppo
A Ladakh in India il muro di Trombe è stato integrato alle tecniche costruttive tradizionali del luogo dimostrandosi una valida alternativa alla combustione del letame utilizzata come principale fonte di produzione del calore. La combustione di letami ha infatti un'efficienza molto bassa e non riesce a coprire il fabbisogno di energia durante i periodi più freddi dell'inverno. Inoltre la combustione di letami produce una gran quantità di fumi inquinanti e nocivi per la salute. Ladakh ha una media di 320 giorni di sole all'anno e metodi costruttivi tradizionali che prevedono l'uso della pietra e della terra cruda, materiali adatti alla creazione di muri massivi necessari per l'accumulo di calore nel muro di Trombe. La Druk White Lotus School di Ladakh usa muri di Trombe considerati ormai uno dei modelli più appropriati per la costruzione e lo sviluppo edilizio del luogo.